# Foveolina
Foveolina là một chi thực vật có hoa trong họ Cúc (Asteraceae).

## Loài
Chi Foveolina gồm các loài: